# Miguel Almereyda
Miguel Almereyda, pseudònim d'Eugeni Bonaventura de Vigo i Sallés, va ser un anarcosindicalista francés. Va nàixer a Besiers, al Llenguadoc, el 8 de gener de 1883, i va morir a la presó de Fresnes (Val-de-Marne) el 20 d'agost del 1917.
Va ser pare del cineasta francés Jean Vigo.

## Biografia
Va nàixer en el si d'una família catalana establerta a la Cerdanya sota administració francesa al segle xvi. El seu avi Bonaventura Vigo va ser alcalde de Sallagosa i primer veguer d'Andorra.
Integrat en el corrent anarquista, pren el malnom de Miguel Almereyda, possible anagrama de Y'a la merde. El 1905 s'adhereix a la Secció francesa de la Internacional Obrera, i format part de l'equip creador del periòdic satíric Le Bonnet rouge. Dins la vessant periodística i editorial, Almereyda havia col·laborat amb "Le Libertaire" i havia fundat "La Guerre Sociale".
El 1909 va ser un dels principals impulsors de la multitudinària manifestació a París a favor de Francesc Ferrer i Guardia.
Va participar en la crida a la deserció feta per l'Acció Internacional Antimilitarista i pels Jeunes Gardes el 1914, i va donar suport a la lluita dels viticultors del Llenguadoc.
Fruit d'aquestes accions polítiques, va ser empresonat en diverses ocasions, en presons com la Santé o la de Fresnes.
Al llarg de la Primera Guerra Mundial, la censura va limitar la llibertat de premsa en prohibir aquells articles que pogueren copsar la moral de les tropes o afectar la seguretat nacional. Per difondre informacions, Almereyda va ser detingut el 4 d'agost de 1917, acusat d'afavorir l'enemic, la qual cosa li va valdre falses acusacions per part del bàndol de Léon Daudet.
El 20 d'agost fou trobat mort a la seua cel·la, estrangulat. El seu suïcidi es va posar en dubte: l'informe mèdic concloia eixa causa, tot i que un dels experts admetia la possibilitat de l'homicidi.